# ヒョウモンチョウ族
ヒョウモンチョウ族（Argynnini、豹紋蝶）は、チョウ目タテハチョウ科ドクチョウ亜科内のひとつの分類単位。本族に分類されるチョウは、和名の通り黄色の地に黒い斑点が並んだヒョウ柄模様の翅を持つものがほとんどである。
日本では本族内の一種 Brenthis daphne (Denis et Schiffermüller, 1775) に「ヒョウモンチョウ」（別名ナミヒョウモン）の和名が充てられるが、「ヒョウモンチョウ」という言葉は本族のチョウの総称としても使われることが多い。
熱帯性のウラベニヒョウモン、ヒメウラベニヒョウモン、ウスイロネッタイヒョウモンなどは近縁の Vagrantini 族とし、ヒョウモンチョウ族とは普通区別される。

## 特徴
寒帯から熱帯まで全世界の陸上に分布し、分類法にもよるが14属・100種ほどが知られる。分布の中心は北半球の温帯・寒帯地域で、チョウとしては北方系の分類群として位置づけられる。このうち日本では8属・14種が見られる。
成虫の前翅長は20mm-45mmほどで、種類によってかなり異なる。暖地性の種類は大型だが、寒帯産や亜寒帯産の種類はシジミチョウ類とあまり変わらない大きさのものもいる。翅は丸みを帯びた三角形で、尾状突起などの極端な凹凸は無い。翅の表側はどの種類も黄色-茶色の地に黒い斑点が点在し、ヒョウの毛皮の模様に似ることから「豹紋蝶」の和名がある。
ツマグロヒョウモンやメスグロヒョウモンのメスなど判別しやすい種類もいるが、どれも似たような模様で、さらにオスメスの区別も困難な種類が多い。野外で飛びまわる個体を同定するのも難しく、採集もしくは注意深い観察が必要である。同定には斑紋の配置が手がかりとなるが、前翅より後翅、翅の表側より裏側に特徴が現れやすい。
また、成虫の前脚が短くたたまれること、幼虫に棘や毛が多いこと、蛹が尾部だけで逆さ吊りになる垂蛹型であることなどは他のタテハチョウと共通する特徴である。

## 生態
おもに日当たりの良い森林の周辺、草原、湿原、岩場などに生息し、寒冷地を好む種類ではアサヒヒョウモンなど高原性のものも多い。
ほとんどの種類が年1回だけ発生する。温暖な地方では成虫の期間は比較的長く、晩春に羽化して夏の暑い時期に一時的に活動を停止して「夏眠」、秋になると再び活動するものが多い。ただし暖地性・多化性で夏眠もしないツマグロヒョウモンのような例外もある。
幼虫の食草はスミレ類が多いが、ワレモコウ類、キバナシャクナゲなどを食べる種類もある。どちらにせよ草原性草本に強く依存した分類群といえる。成虫は食草に直接産卵せず、周囲の岩や樹木に産卵する性質がある。冬は卵または若齢幼虫で越冬し、春になると食草に幼虫が現れる。成虫は日当たりの良い所を好んで飛び、各種の花に訪れる。

## 分類
ヒョウモンチョウ類は古くからタテハチョウ科に組みこまれていたが、研究が進んだ結果、かつて独立した科として扱われていたドクチョウ類に近縁とされ、21世紀初頭の時点ではドクチョウ亜科に組みこまれる。
ヒョウモンモドキ族(Melitaeini)とは成虫の色彩が似るが、ヒョウモンモドキ族は狭義タテハチョウ科のタテハチョウ亜科(Nymphalinae)に属するため、さほど近縁ではない。
- ミドリヒョウモン属 Argynnis - ミドリヒョウモン、クモガタヒョウモンなど3種
- ツマグロヒョウモン属 Argyreus - ツマグロヒョウモンのみ
- ウラギンスジヒョウモン属 Argyronome - ウラギンスジヒョウモン、オオウラギンスジヒョウモンなど3種
- ヒョウモンチョウ属 Brenthis - ヒョウモンチョウ（ナミヒョウモン）、コヒョウモンなど計4種
- カラフトヒョウモン属 Clossiana - カラフトヒョウモン、ヒメカラフトヒョウモン（ホソバヒョウモン）、アサヒヒョウモンなど約30種
- メスグロヒョウモン属 Damora - メスグロヒョウモンのみ
- ウラギンヒョウモン属 Fabriciana - ウラギンヒョウモン、オオウラギンヒョウモンなど約10種
- ギンボシヒョウモン属 Speyeria - ギンボシヒョウモン、ほかユーラシア大陸と北アメリカに約20種
- Boloria 属 - ユーラシア大陸と北アメリカに12種
- Childrena 属 - ヒマラヤ山脈から中国にかけて2種
- Euptoieta 属 - 中央アメリカから北アメリカにかけて3種
- Issoria 属 - アフリカと南アメリカに約10種
- Kuekenthaliella 属 - 中央アジアからシベリアにかけて5種
- Proclossiana 属 - P. eunomia のみ

## 日本産ヒョウモンチョウ類

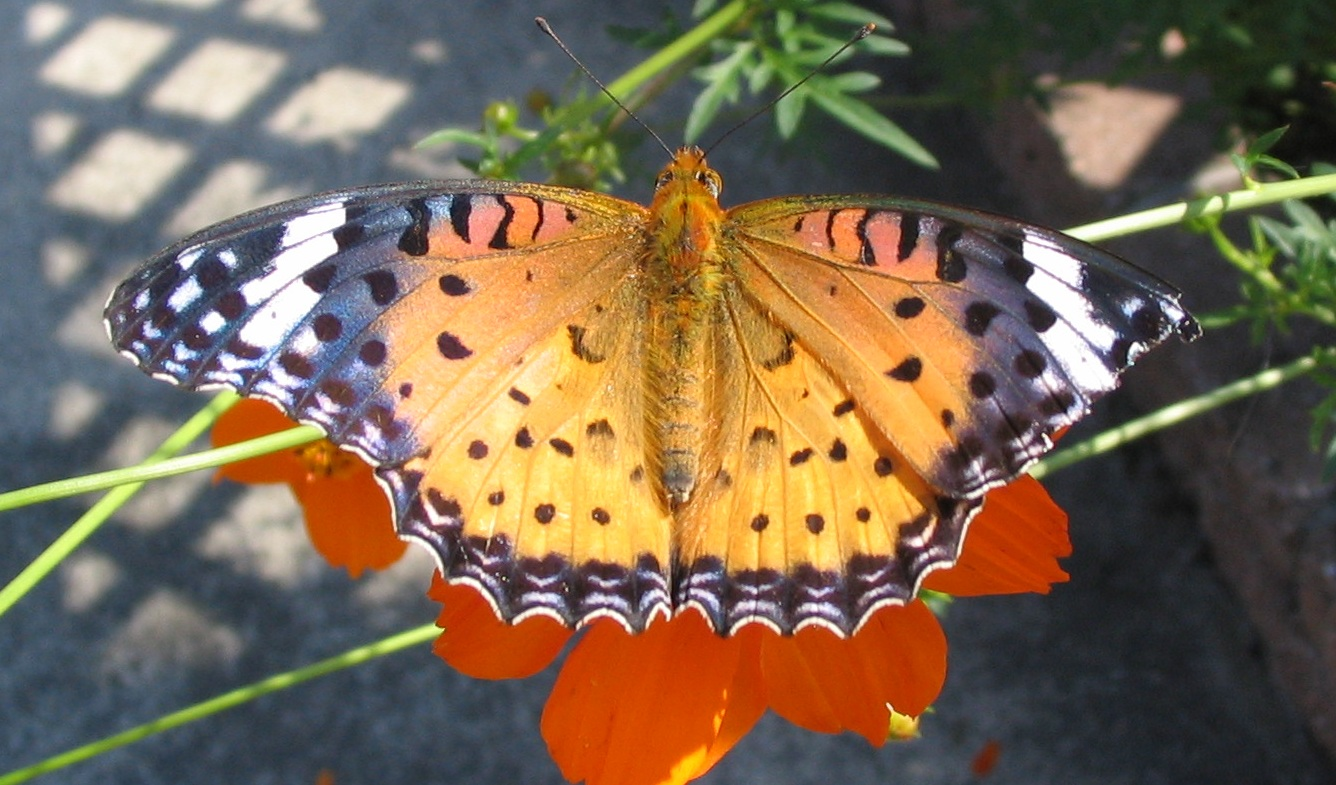
ツマグロヒョウモン Argyreus hyperbius（メス）

日本には8属・14種のヒョウモンチョウ類が分布する。北日本には種類・個体数とも多いが、西日本では種類数が減り、冷涼な山地に分布するようになる。小型種は北海道や本州各地、大型種も四国山地や九州山地に分布南限がある。
このうちアサヒヒョウモンは1965年に国の天然記念物に指定され、採集が禁止されているが、他の種類も20世紀後半頃から個体数を減らしている。この原因は詳しくわかっていないが、地球温暖化、外来種の侵入、人里付近の草原が利用されなくなったことによる遷移の進行などで草原の環境が変化したためと考えられている。
2000年に公表された昆虫類の環境省レッドリストには以下の3種（2亜種）がリストアップされている。
- 絶滅危惧I類(CR+EN) - オオウラギンヒョウモン
- 準絶滅危惧(NT) - ヒョウモンチョウ東北以北亜種、ヒョウモンチョウ本州中部亜種、アサヒヒョウモン

他にも都道府県・各市町村レベルでの指定も多く、動向が注目される。
ただし暖地性・多化性のツマグロヒョウモンは個体数が安定していて、さらに関東地方付近では分布域の北上も報告されており、他のヒョウモンチョウ類とは違った傾向が見られる。

### ヒョウモンチョウ属Brenthis

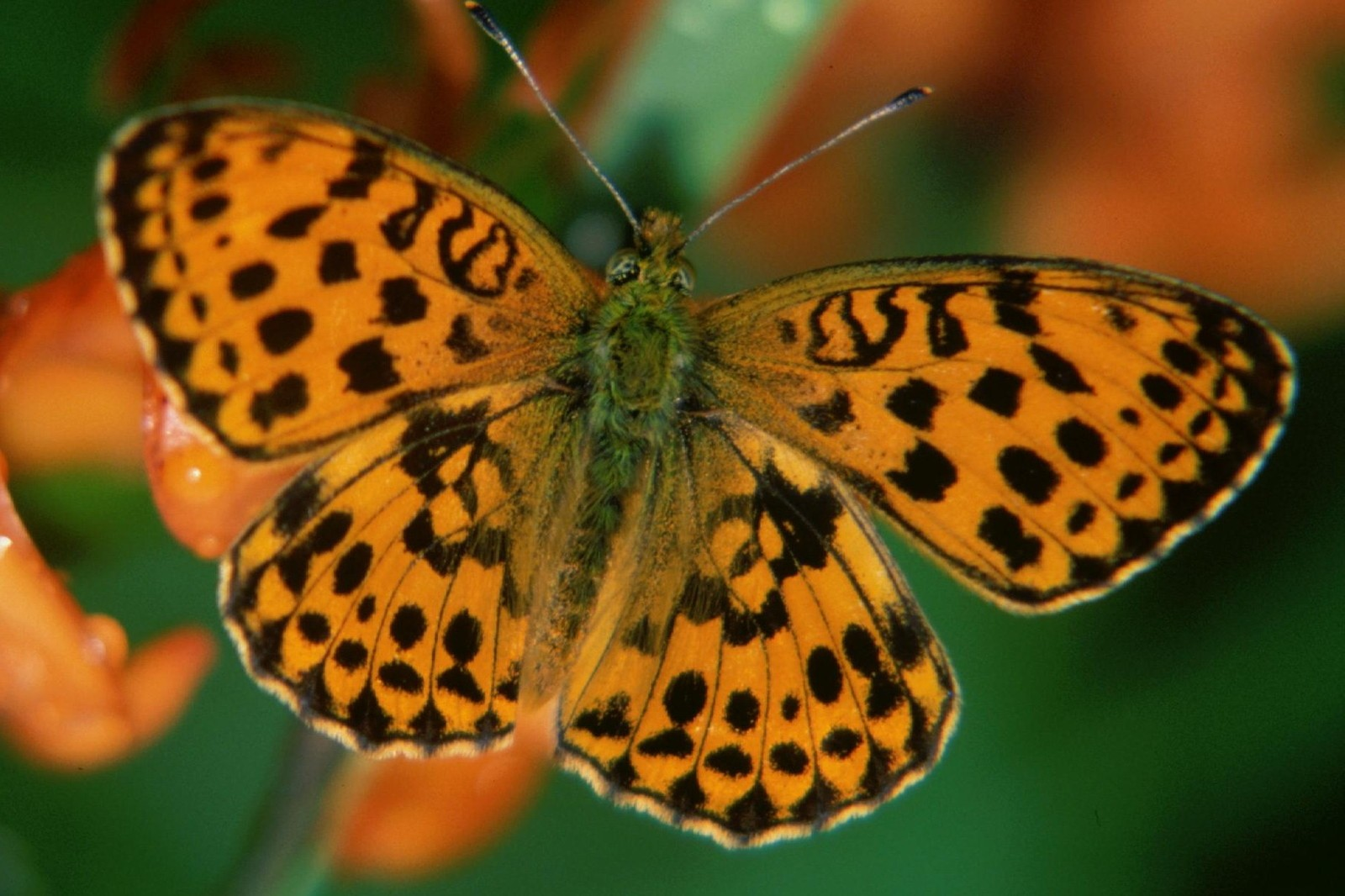
コヒョウモンのオス

ヒョウモンチョウ Brenthis daphne (Denis et Schiffermüller, 1775)
他の種類と区別し「ナミヒョウモン」という別名もある。成虫の前翅長は25-32mmほどで、翅の地色は黄色。メスの方がやや大きくて、翅色が鈍い。後翅の裏側にはつけ根に褐色で縁取られた黄白色の石垣状紋、外縁は赤褐色の地に不鮮明な白い縁取りがある。幼虫はバラ科のワレモコウ類を食草とする。ヨーロッパから中央アジア、シベリアまで広く分布し、日本では本州中部山地、東北地方北部から北海道に分布する。
5つの亜種があり、日本には本州中部亜種 B. d. rabdia Butler, 1877 と東北以北亜種 B. d. iwatensis Okano, 1951 が分布する。東北以北亜種は樺太、千島列島まで分布する。
コヒョウモン B. ino (Rottemburg, 1775)
前翅長25mm前後。外見・分布域ともヒョウモンチョウに似るが、翅の地色の赤みが強く橙色をしていること、外縁の小さな突起が丸みを帯びること、後翅裏側の白い縁取りが鮮明なことなどから区別する。また、生息地にはヒョウモンチョウとの棲み分けが見られる。幼虫はバラ科のオニシモツケなどを食草とする。

### カラフトヒョウモン属Clossiana
カラフトヒョウモン Clossiana iphigenia (Graeser, 1888)
前翅長25mm前後で、ヒョウモンチョウに比べて横長の翅をもち、後翅裏側外縁には黒く縁取られた三角形の白色紋が並ぶ。幼虫はスミレ科のミヤマスミレを食草とする。アムール地方から朝鮮半島まで分布するが、日本では北海道だけに分布する。
ホソバヒョウモン C. thore (Hübner, 1806)
「ヒメカラフトヒョウモン」という別名もある。前翅長23mm前後。後翅裏側外縁の白色紋が不鮮明なことでカラフトヒョウモンと区別できる。シベリア北部から東部に分布し、日本では北海道だけに分布する。また、ヨーロッパにも生息地が点在する。
アサヒヒョウモン C. freija (Thunberg, 1791)
前翅長20mm前後。後翅の表側つけ根に斑紋がなく黒ずむ。また、後翅裏側は赤褐色が強く、白色紋が際立つ。幼虫はツツジ科のキバナシャクナゲなどを食草とする。北極圏周辺の寒帯域に広く分布するが、日本では北海道・大雪山系だけに分布する。和名のアサヒは大雪山系の最高峰・旭岳に由来する。日本国指定の天然記念物（1965年）、環境省レッドリスト準絶滅危惧（2000年）。

### ギンボシヒョウモン属Speyeria
ギンボシヒョウモン Speyeria aglaja (Linnaeus, 1758)
前翅長35mm前後。和名は後翅裏側に白い斑点が点在することに由来する。ウラギンヒョウモンに似るが、後翅裏側のつけ根にある3つの白斑が三角形に並ぶ点で区別する。ユーラシア大陸の温帯域に広く分布し、日本では中部地方以北で見られる。

### ウラギンヒョウモン属Fabriciana
ウラギンヒョウモン Fabriciana adippe (Denis et Schiffermüller, 1775)
前翅長35mm前後。ギンボシヒョウモンに似るが、後翅裏側のつけ根にある3つの白斑は直線上に並ぶ。また、後翅裏側の外縁には半円形の白斑が並ぶ。ユーラシア大陸に広く分布し、日本でも北海道から九州まで分布する。
分子系統解析などの結果から日本個体群を別種とする見解もある。
サトウラギンヒョウモン F. vorax (Butler, 1873)
大陸産のウラギンヒョウモンF. adippeに近縁。ヒメウラギンヒョウモンF. kunikanei (Shinkawa et Iwasaki, 2019)・ボラックスウラギンヒョウモンF. vorax s. str.・亜種サトウラギンヒョウモンF. p. pallescens (Butler, 1873)・亜種オクシリウラギンヒョウモンF. p. kandai (Shinkawa & Iwasaki, 2019)・F. locuples (Butler, 1881) を含む。
ヤマウラギンヒョウモン F. nagiae ( Shinkawa et Iwasaki, 2019)
大陸産のニセウラギンヒョウモンF. niobeに近縁。
オオウラギンヒョウモン F. nerippe (C. et R. Felder, 1862)
前翅長33-42mm。ウラギンヒョウモンに似るが、後翅裏側の外縁にM字形の白斑が並ぶので区別できる。中国・朝鮮半島・本州・四国・九州に分布する。日本では1980年代から個体数が激減し、絶滅が心配されている。環境省レッドリスト絶滅危惧I類（2000年）。

### ウラギンスジヒョウモン属Argyronome

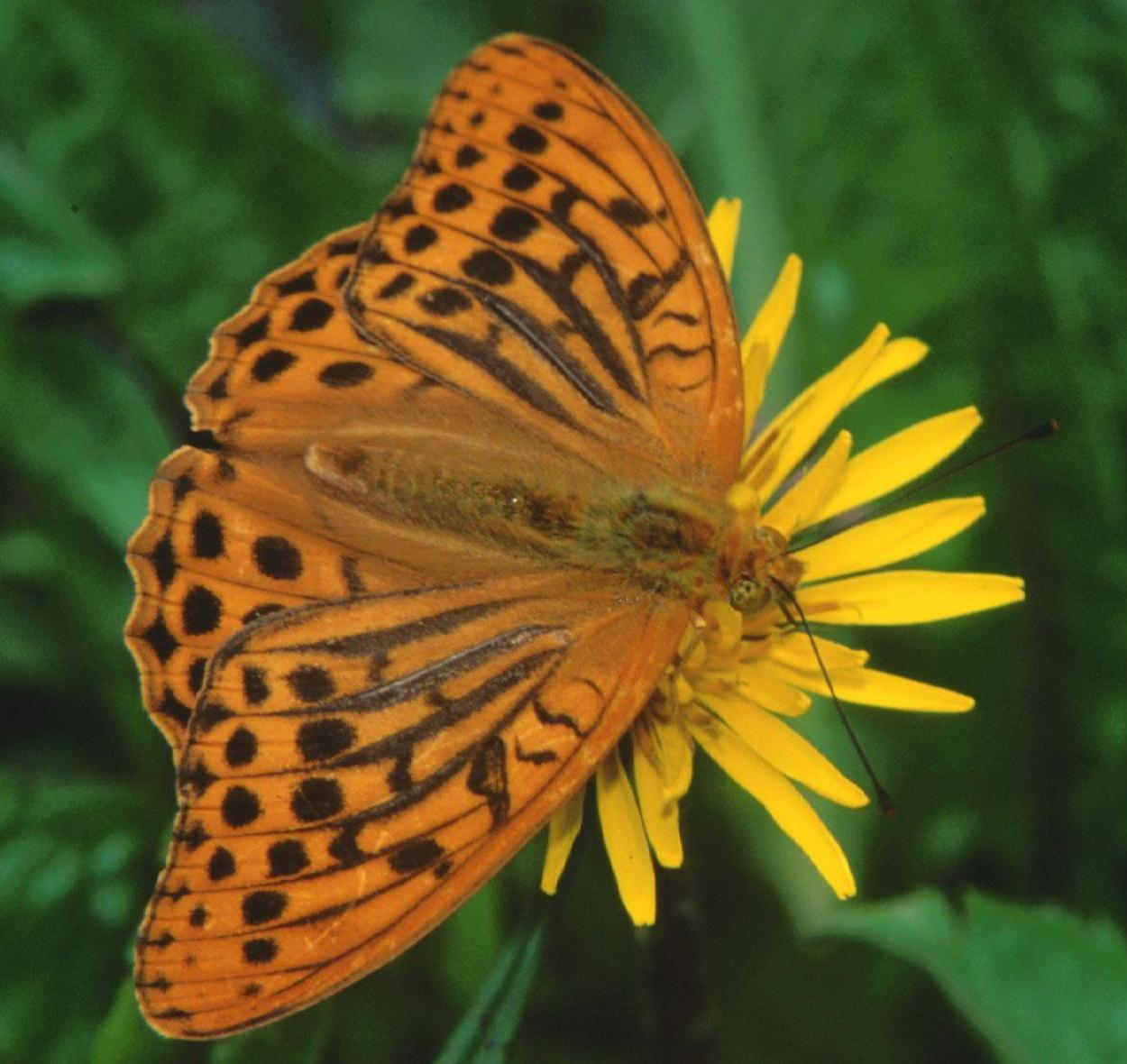
ミドリヒョウモンのオス

ウラギンスジヒョウモン Argyronome laodice (Pallas, 1771)
前翅長35mm前後。和名はメスの翅裏に、翅を前後に貫く白い曲線があることに由来する。オスはこの白線が後翅にしかなく不鮮明である。なお、後翅の白線はミドリヒョウモン属、メスグロヒョウモン属にもある。ヨーロッパ、インドシナ半島北部、東アジアに分布し、日本でも北海道から九州まで分布する。
オオウラギンスジヒョウモン A. ruslana (Motschulsky, 1866)
前翅長35-40mm。前翅の前端が外へ突き出ること、後翅つけ根の黒斑の列がつながることでウラギンスジヒョウモンと区別する。北海道から九州までを含む東アジアに分布するが、ウラギンスジヒョウモンよりやや山地性の傾向がある。

### ミドリヒョウモン属Argynnis
ミドリヒョウモン Argynnis paphia (Linnaeus, 1758)
前翅長35-40mm。和名通り後翅の裏側が緑褐色で、太い白の縦線が数本走る。また、メスの中には翅の表側全体に緑色を発色するものもいる。ユーラシア大陸の温帯・亜寒帯域に広く分布し、日本でも北海道から九州まで分布する。
クモガタヒョウモン A. anadyomene C. et R. Felder, 1862
学名はNephargynnis anadyomeneとし、別属のクモガタヒョウモン属として扱うこともある。前翅長35-40mm。後翅裏側にはっきりした模様がなく、一様に黄褐色なので他の種類と区別できる。北海道から九州までを含む東アジアに分布する。

### メスグロヒョウモン属Damora

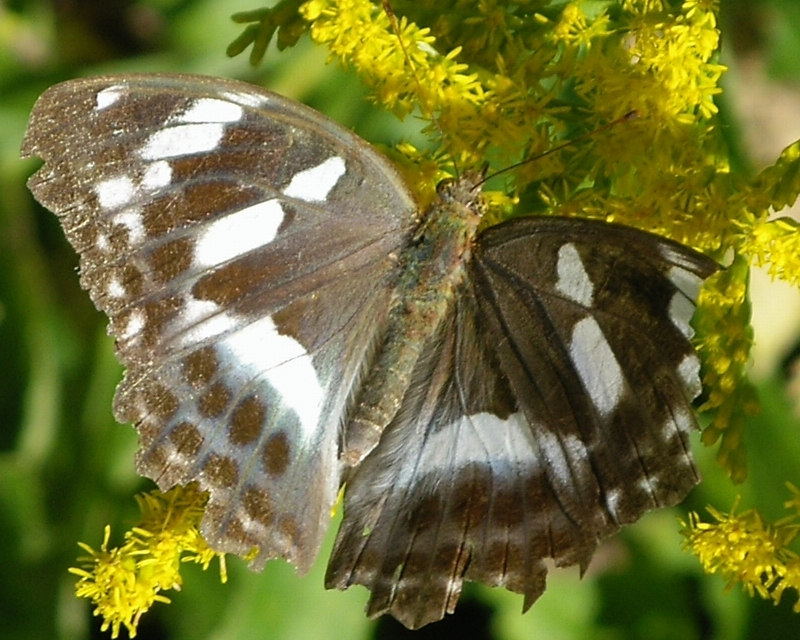
メスグロヒョウモンのメス

メスグロヒョウモン Damora sagana (Doubleday, 1847)
前翅長35-45mmほど。和名通りメスは黒っぽい青緑色の地に白い帯や斑点があり、ヒョウモンチョウというよりイチモンジチョウ類に似る。オスはウラギンスジヒョウモンに似るが、表側の前翅前端や後翅つけ根に斑紋がなく、全体的に黄色部分が多い。北海道から九州までを含む東アジアに分布する。

### ツマグロヒョウモン属Argyreus
ツマグロヒョウモン Argyreus hyperbius (Linnaeus, 1763)
前翅長38-45mmほど。和名通りオスメスとも後翅外縁が黒く縁取られる。さらにメスは前翅先端が黒くて、斜めに白い帯が走り、カバマダラに似る。アフリカ東岸から西日本を含むアジア、オーストラリアまでの熱帯・亜熱帯域に広く分布し、ヒョウモンチョウ類の中でも例外的な存在である。